# Hossam Arafat
Hossam Arafat Abdalla Hassan (in arabo حسام عرفات عبدالله حسن‎?; Mansura, 18 gennaio 1990) è un calciatore egiziano, centrocampista dell'Aswan.

## Carriera

### Club
La sua carriera è iniziata nell'El Mansoura prima di spostarsi nello Zamalek.
Il 30 gennaio 2023 viene ingaggiato a parametro zero dall'Aswan, firmando un accordo valido fino al 2024.

### Nazionale
Ha giocato nella nazionale egiziana Under-20, ha realizzato una doppietta nella prima partita del Campionato mondiale di calcio Under-20 2009 disputato in Egitto, durante la prima partita contro il Trinidad & Tobago finita 4-1.
Successivamente ha giocato anche nella nazionale egiziana Under-23.

## Statistiche

### Presenze e reti nei club
Statistiche aggiornate al 30 gennaio 2023.
| Stagione          | Squadra           | Campionato        | Campionato | Campionato | Coppe nazionali | Coppe nazionali | Coppe nazionali | Coppe continentali | Coppe continentali | Coppe continentali | Altre coppe | Altre coppe | Altre coppe | Totale | Totale |
| Stagione          | Squadra           | Comp              | Pres       | Reti       | Comp            | Pres            | Reti            | Comp               | Pres               | Reti               | Comp        | Pres        | Reti        | Pres   | Reti   |
| ----------------- | ----------------- | ----------------- | ---------- | ---------- | --------------- | --------------- | --------------- | ------------------ | ------------------ | ------------------ | ----------- | ----------- | ----------- | ------ | ------ |
| 2008-2009         | Zamalek           | PL                | 3          | 0          | CE              | 0               | 0               | -                  | -                  | -                  | SE          | 0           | 0           | 3      | 0      |
| 2009-2010         | Zamalek           | PL                | 8          | 1          | CE              | 0               | 0               | -                  | -                  | -                  | -           | -           | -           | 8      | 1      |
| 2010-2011         | Zamalek           | PL                | 7          | 0          | CE              | 0               | 0               | CCL                | 1                  | 0                  | -           | -           | -           | 8      | 0      |
| 2011-gen. 2012    | Zamalek           | PL                | 0          | 0          | -               | -               | -               | CCL                | 0                  | 0                  | -           | -           | -           | 0      | 0      |
| Totale Zamalek    | Totale Zamalek    | Totale Zamalek    | 18         | 1          |                 | 0               | 0               |                    | 1                  | 0                  |             | 0           | 0           | 19     | 1      |
| gen.-giu. 2012    | Petrojet          | PL                | 0          | 0          | -               | -               | -               | -                  | -                  | -                  | -           | -           | -           | 0      | 0      |
| 2012-2013         | Petrojet          | PL                | 13         | 1          | CE              | 2               | 0               | -                  | -                  | -                  | -           | -           | -           | 15     | 1      |
| Totale Petrojet   | Totale Petrojet   | Totale Petrojet   | 13         | 1          |                 | 2               | 0               |                    | -                  | -                  |             | -           | -           | 15     | 1      |
| 2013-2014         | Ghazl El-Mehalla  | PL                | 19         | 4          | CE              | 2               | 1               | -                  | -                  | -                  | -           | -           | -           | 21     | 5      |
| 2014-2015         | Wadi Degla        | PL                | 18         | 3          | CE              | 1               | 0               | -                  | -                  | -                  | -           | -           | -           | 19     | 3      |
| 2015-2016         | Wadi Degla        | PL                | 25         | 1          | CE              | 2               | 0               | -                  | -                  | -                  | -           | -           | -           | 27     | 1      |
| 2016-2017         | Wadi Degla        | PL                | 30         | 2          | CE              | 1               | 1               | -                  | -                  | -                  | -           | -           | -           | 31     | 3      |
| 2017-2018         | Wadi Degla        | PL                | 24         | 1          | CE              | 3               | 0               | -                  | -                  | -                  | -           | -           | -           | 27     | 1      |
| 2018-2019         | Wadi Degla        | PL                | 16         | 5          | CE              | 1               | 0               | -                  | -                  | -                  | -           | -           | -           | 17     | 5      |
| 2019-2020         | Wadi Degla        | PL                | 30         | 3          | CE              | 1               | 0               | -                  | -                  | -                  | -           | -           | -           | 31     | 3      |
| 2020-2021         | Wadi Degla        | PL                | 30         | 2          | CE              | 3               | 0               | -                  | -                  | -                  | -           | -           | -           | 33     | 2      |
| Totale Wadi Degla | Totale Wadi Degla | Totale Wadi Degla | 173        | 17         |                 | 12              | 1               |                    | -                  | -                  |             | -           | -           | 185    | 18     |
| 2021-2022         | ENPPI             | PL                | 1          | 0          | CE              | 1               | 0               | -                  | -                  | -                  | -           | -           | -           | 2      | 0      |
| 2022-gen. 2023    | ENPPI             | PL                | 0          | 0          | CE              | 0               | 0               | -                  | -                  | -                  | -           | -           | -           | 0      | 0      |
| Totale ENPPI      | Totale ENPPI      | Totale ENPPI      | 1          | 0          |                 | 1               | 0               |                    | -                  | -                  |             | -           | -           | 2      | 0      |
| gen.-giu. 2023    | Aswan             | PL                | 0          | 0          | CE              | 0               | 0               | -                  | -                  | -                  | -           | -           | -           | 0      | 0      |
| Totale carriera   | Totale carriera   | Totale carriera   | 224        | 23         |                 | 17              | 2               |                    | 1                  | 0                  |             | 0           | 0           | 242    | 25     |